# 1840 w muzyce
Wydarzenia muzyczne w 1840 roku.

## Wydarzenia
- 1 stycznia – w Lipsku miała miejsce premiera „Da Israel aus Aegypten zog” (Psalm 114), op.51 Felixa Mendelssohna[1][2]
- 6 stycznia – w Operze paryskiej odbyła się premiera opery Le Drapier Fromentala Halévy’ego[1][2]
- 11 lutego
  - w paryskiej Salle de la Bourse miała miejsce premiera opery Córka pułku Gaetana Donizettiego[1][2]
  - w turyńskim Teatro Regio miała miejsce premiera opery Il templario Otto Nicolai’a[1][2]
- 21 lutego – w Sankt Petersburgu odbyła się premiera baletu L’écumeur de mer Adolphe’a Adama[1][2]
- 24 lutego – w paryskiej Salle de la Bourse miała miejsce premiera opery Carline Ambroise’a Thomasa[1][2]
- 29 lutego – w Lipsku odbyła się premiera „Kwartetu smyczkowego No.5” op.44/3 Felixa Mendelssohna[1][2]
- 28 kwietnia – w berlińskiej Court Opera miała miejsce premiera opery Die Hamadryaden Adolphe’a Adama[1][2]
- 18 maja – w paryskim Théâtre Favart miała miejsce premiera opery Zanetta, ou Jouer avec le feu Daniela Aubera[1][2]
- 23 czerwca
  - w lipskim Stadttheater miała miejsce premiera opery Hans Sachs Alberta Lortzinga[1][2]
  - Adolphe Sax opatentował saksofon
- 28 lipca – w Paryżu odbyła się premiera symfonii Grande symphonie funèbre et triomphale op.15 Hectora Berlioza[1][2]
- 5 września – w mediolańskiej La Scali miała miejsce premiera opery komicznej Dzień panowania Giuseppe Verdiego[1][2]
- 14 listopada – w Kolonii odbyła się premiera „Grande scène espagnole” Jacques’a Offenbacha[1][2]
- 2 grudnia – w paryskiej Salle Le Peletier odbyła się premiera opery Faworyta Gaetana Donizettiego[1][2]
- 12 grudnia – w paryskiej Salle Favart II miała miejsce premiera opery La rose de Péronne Adolphe’a Adama[1][2]
- 26 grudnia – w Genui w Teatro Carlo Felice miała miejsce premiera opery Gildippe ed Odoardo Ottto Nicolai’a[1][2]

## Urodzili się
- 8 stycznia – Wincenty Kruziński, polski kompozytor (zm. 1928)
- 2 lutego – Louis-Albert Bourgault-Ducoudray, francuski kompozytor, pianista, profesor historii i teorii muzyki (zm. 1910)
- 9 lutego – Bronisława Dowiakowska, polska śpiewaczka operowa (sopran) (zm. 1910)
- 8 marca – Franco Faccio, włoski kompozytor i dyrygent (zm. 1891)
- 24 marca – Kazimierz Danysz, polski pianista, dyrygent, kompozytor (zm. 1912)
- 12 kwietnia – Edmond Audran, francuski kompozytor (zm. 1901)
- 7 maja – Piotr Czajkowski, rosyjski kompozytor (zm. 1893)
- 6 czerwca – John Stainer, angielski kompozytor, organista i muzykolog (zm. 1901)
- 24 czerwca – Louis Brassin, francuski pianista i kompozytor (zm. 1884)
- 14 września – George Whiting, amerykański kompozytor muzyki klasycznej (zm. 1923)
- 30 września – Johan Svendsen, norweski kompozytor, dyrygent i skrzypek (zm. 1911)
- 4 października – Charles Lenepveu, francuski kompozytor (zm. 1910)
- 11 października – Roberto Stagno, właśc. Vincenzo Andriolo, włoski śpiewak operowy (tenor) (zm. 1897)
- 7 grudnia – Hermann Goetz, niemiecki kompozytor (zm. 1876)
- 17 grudnia – Christian Frederik Emil Horneman, duński kompozytor, dyrygent i pedagog (zm. 1906)
- 22 grudnia – Izydor Lotto, polski skrzypek i kompozytor (zm. 1936)

Data dzienna nieznana
- Janina Jełowicka, polska działaczka narodowościowa, kompozytorka i śpiewaczka (zm. 1865)

## Zmarli
- 1 maja – Giuditta Grisi, włoska śpiewaczka operowa (mezzosopran) (ur. 1805)
- 5 maja – Gottlob Benedict Bierey, niemiecki kompozytor, kapelmistrz i kierownik teatrów (ur. 1772)
- 10 maja – Catterino Cavos, włoski kompozytor i dyrygent (ur. 1775)
- 27 maja – Niccolò Paganini, włoski skrzypek, altowiolista, gitarzysta i kompozytor (ur. 1782)
- 16 czerwca – Joseph Kreutzer, niemiecki skrzypek, kompozytor i dyrygent (ur. 1790)
- 22 czerwca – Józef Jawurek, polski kompozytor pochodzenia czeskiego, pianista, dyrygent i pedagog (ur. 1756)
- 19 listopada – Johann Michael Vogl, austriacki śpiewak operowy (baryton) i kompozytor (ur. 1768)

## Muzyka poważna
- 16 lutego – Hector Berlioz w „Journal des Débats” publikuje „La fille du regiment” Gaetana Donizettiego[1][2]
- 12 lipca – w paryskiej Gazette musicale ukazał się pierwszy z esejów Richarda Wagnera zatytułowany „De la musique allemande”[1][2]